# Agrilus ventralis
Agrilus ventralis är en skalbaggsart som beskrevs av Horn 1891. Agrilus ventralis ingår i släktet Agrilus och familjen praktbaggar. Inga underarter finns listade i Catalogue of Life.